# 梅村元史
梅村元史（うめむら もとふみ）は日本の財務官僚。

## 来歴
東海高等学校から東京大学文科一類へ入学。東京大学法学部卒業。2002年 財務省入省（主計局総務課）。2005年から2007年までハーバード大学留学。2009年 笠岡税務署長。その後は主税局、金融庁総務企画局、主計局主計官補佐（主査）などでそれぞれ勤務。2019年7月9日 大臣官房総合政策課企画室長兼大臣官房総合政策課長補佐（企画）兼財務総合政策研究所総務研究部財政経済計量分析調整官。事業規模26兆円程度となる「総合経済対策」の策定に携わり、財政政策（補正予算）や成長戦略に繋げていった。2020年7月22日 大臣官房文書課法令審査室長兼大臣官房文書課長補佐。2021年7月9日 大臣官房文書課調査室長兼大臣官房文書課長補佐。2022年7月1日 大臣官房企画官兼内閣官房国家安全保障局企画官。

## 略歴
- 2002年4月：大蔵省入省。
- 2003年：主計局主計企画官（調整担当）付。
- 2004年：仙台国税局調査査察部国税調査官。
- 2005年：留学（ハーバード大学）。
- 2007年7月：国際局国際機構課企画係長[5]。
- 2008年7月：国際局国際機構課長補佐。
- 2009年7月：笠岡税務署長。
- 2010年：主税局総務課長補佐 兼 主税局調査課長補佐（内国調査）[6]。
- 2011年：主税局税制第二課長補佐。
- 2012年：金融庁総務企画局企画課長補佐。
- 2014年：金融庁総務企画局企画課長補佐（総括）。
- 2015年：主計局主計官補佐（厚生労働第五係主査）[7]。
- 2016年：主計局主計官補佐（国土交通係主査）。
- 2017年：主計局主計官補佐（文部科学第一、二係主査）。
- 2018年：主計局主計官補佐（内閣第一、復興係主査） 兼 主計局司計課予算執行調査官。
- 2019年7月9日：大臣官房総合政策課企画室長 兼 大臣官房総合政策課長補佐（総括） 兼 財務総合政策研究所総務研究部財政経済計量分析調整官[4]。
- 2020年7月22日：大臣官房文書課法令審査室長 兼 大臣官房文書課長補佐。
- 2021年7月9日：大臣官房文書課調査室長 兼 大臣官房文書課長補佐。
- 2022年7月1日：大臣官房企画官 兼 内閣官房国家安全保障局企画官。

## 著作
- （（編）岡村健司、（著）武藤功哉）『国際金融危機とIMF』（大蔵財務協会、2010年5月）